# 謝拉度·杜斯·山度士
小謝拉度·杜斯·山度士（Geraldo dos Santos Júnior，1979年1月10日—），通称基臣（Gelson），是巴西的足球運動員，司職前鋒。

## 外部連結
- （德文） Player page on transfermarkt.de